# Trattato Desmichels
Il trattato Desmichels fu un trattato di pace stipulato tra la Francia ed Emirato di Abd el-Kader il 26 febbraio 1834 nell'odierna Algeria.
Dopo una serie di lotte di resistenza interna guidate dall'emiro Abd el-Kader, i francesi volsero alla conclusione che fosse necessario sottoscrivere un trattato per permettere il consolidamento dei possedimenti della Francia lungo le coste mediterranee dell'Algeria. Per questo motivo il generale Louis Alexis Desmichels si accordò per incontrare l'emiro Abd el-Kader e discutere i termini di un possibile trattato.
Secondo i termini dell'accordo, la Francia avrebbe riconosciuto Abd-el-Kader come bey (governatore) di Mascara e sovrano indipendente della provincia di Orano in Algeria. In cambio Abd-el-Kader avrebbe riconosciuto alla Francia i possedimenti costieri acquisiti.